# Paddy Power (homme politique)
 (novembre 2023).
Patrick Power (19 novembre 1928 – 14 août 2013) est un homme politique irlandais du Fianna Fáil.

## Biographie
Enseignant avant d'entrer en politique, il est élu pour la première fois au Dáil Éireann en tant que Teachta Dála (TD) pour le Fianna Fáil dans la circonscription de Kildare aux élections générales de 1969.
Il est ministre des Pêches et des Forêts de 1979 à juin 1981 et ministre de la Défense dans le gouvernement de mars à décembre 1982. Il est brièvement ministre du Commerce et du Tourisme en octobre 1982 à la suite de la démission de Desmond O'Malley pour briguer la direction du parti. Il est également Député européen de 1977 à 1979.
Son fils, Seán Power est un ancien député et ministre d'État. Un autre fils, JJ Power, est conseiller du Parti vert au conseil du comté de Kildare.
Power se retire de la politique lors des élections générales de 1989. Il est décédé le 14 août 2013 à Caragh, comté de Kildare.